# Biểu tượng Phật giáo

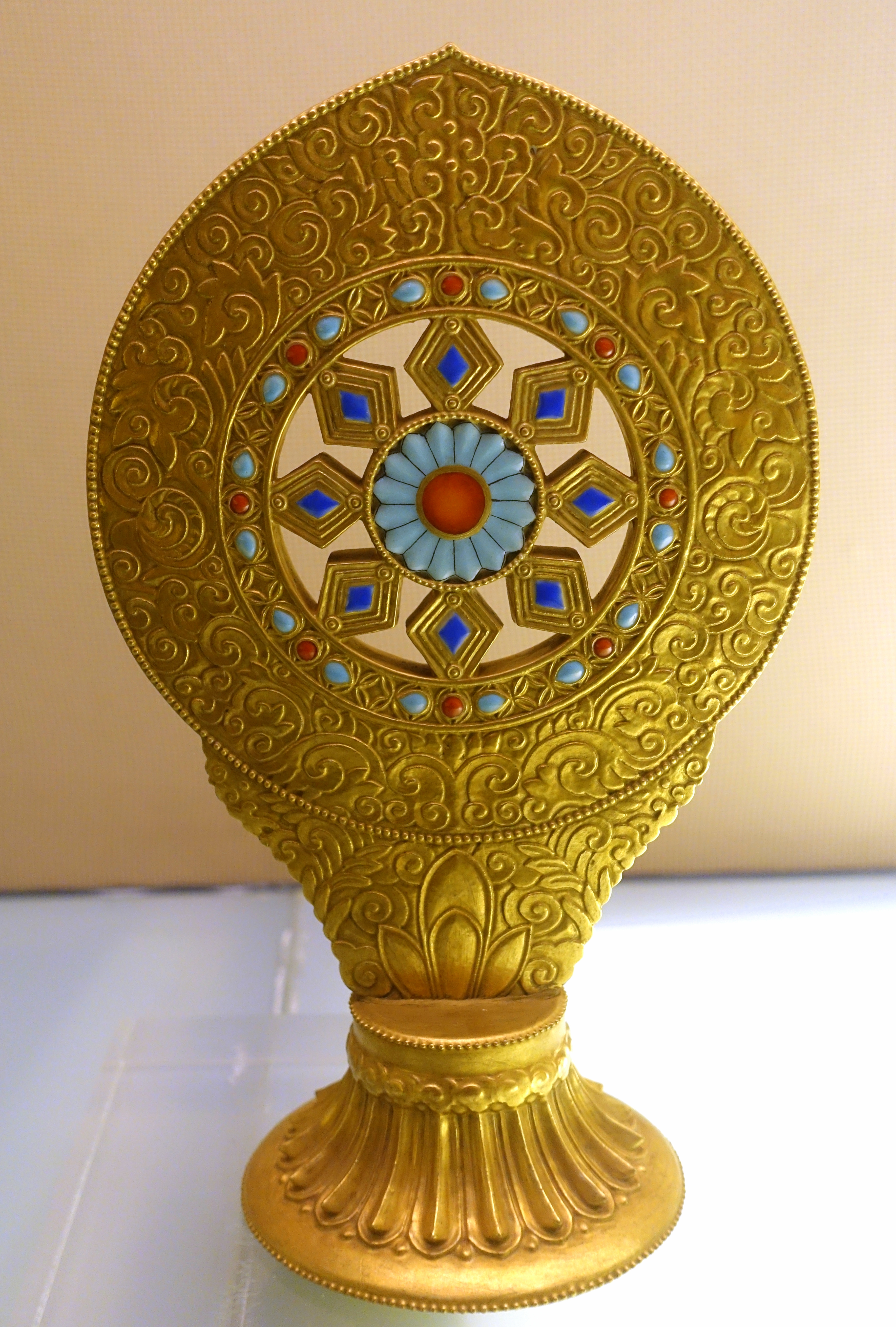
Bánh xe Pháp luân

Biểu tượng Phật giáo (Buddhist symbolism) là việc sử dụng các biểu tượng (pratīka) như một phương pháp thể hiện nghệ thuật nhằm trình bày các phương diện triết lý Phật giáo và văn hóa Phật giáo. Các biểu tượng Phật giáo sơ khởi ban đầu (khoảng thế kỷ thứ IV trước Công nguyên) vẫn còn giữ tầm quan trọng cho đến ngày nay bao gồm bánh xe Pháp luân, hoa sen, tam bảo và Cội Bồ-đề. Trong giai đoạn Phật giáo Đại thừa xuất hiện vào thế kỷ I trước Công nguyên thì các biểu tượng như chữ Vạn, Chày kim cương, Tám cát tường (Astamangala) và các biểu tượng khác lần lượt ra đời như các đồ pháp khí, tế lễ, bình bát khất thực, các biểu tượng nhân hình Phật giáo (Buddhist anthropomorphic symbolism) bắt đầu xuất hiện với phong cách nghệ thuật Mathura và nghệ thuật Gandhara mang bản sắc nghệ thuật Phật giáo Ấn Độ–Hy Lạp. Nền nghệ thuật Phật giáo sớm nhất là từ Đế chế Maurya nhưng có rất ít bằng chứng khảo cổ học về biểu tượng thời kỳ tiền Mauryan. Khi được thành lập vào năm 1952, Hiệp hội Phật tử Thế giới đã sử dụng hai biểu tượng đại diện cho Phật giáo gồm bánh xe Pháp luân và cờ Phật giáo.

## Các biểu tượng

### Pháp bảo

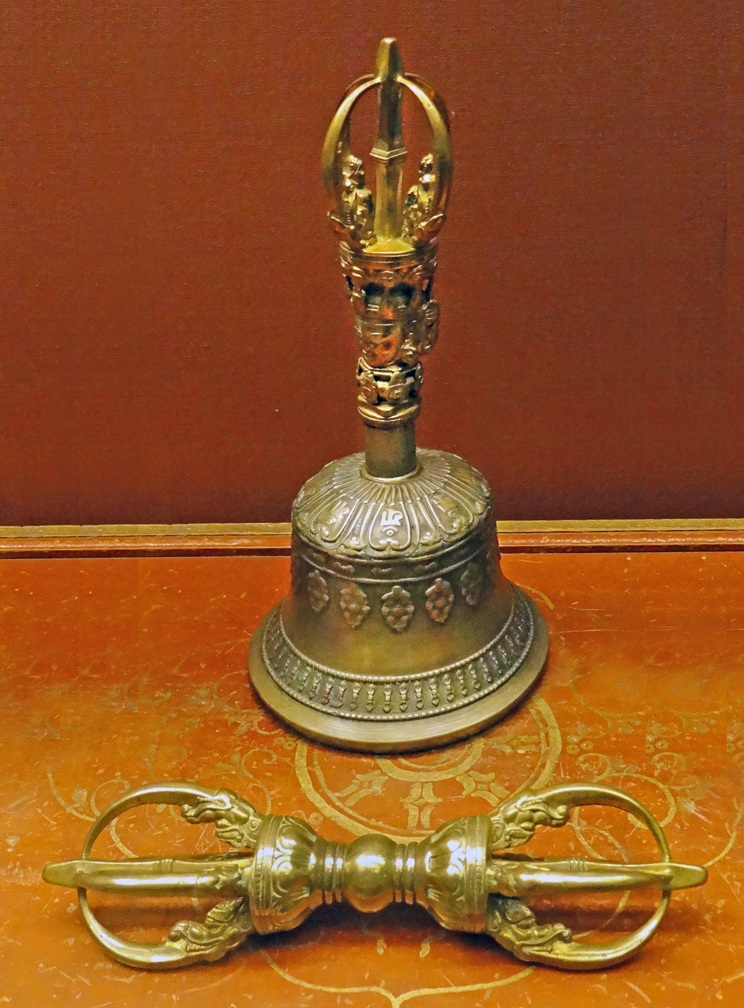
Chày kim cương và Kiền trùy, biểu tượng cho bộ phận sinh dục nam và nữ

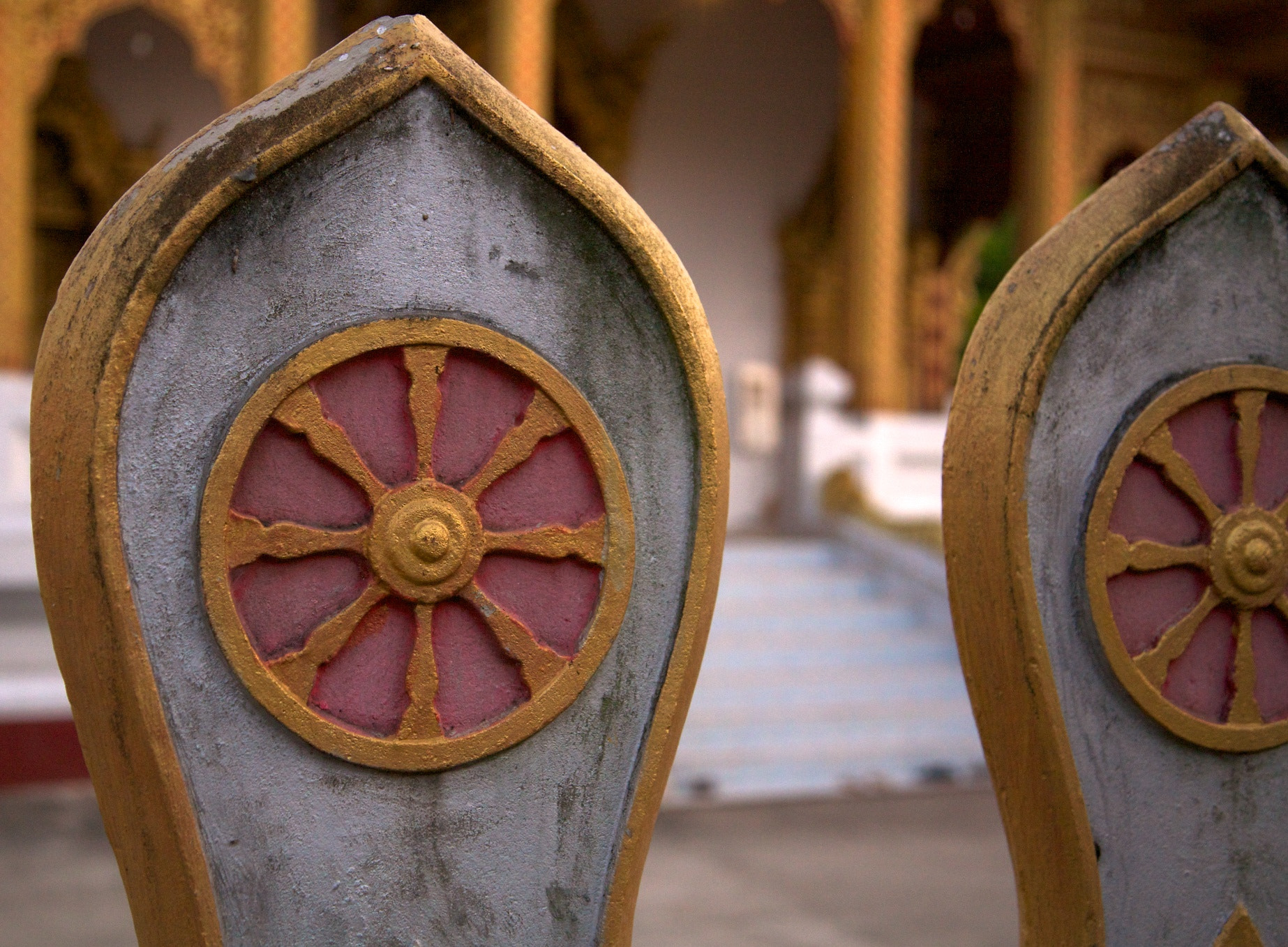
Bánh xe Phật pháp

- Tam bảo (tri-ratna/三寶) là biểu tượng thánh thiêng quan trọng đối gồm: Phật, Pháp (Dharma), Tăng (Sangha). Biểu tượng Tam bảo thường được khắc họa qua các hình tượng: Hoa sen trong vòng tròn, Chày kim cương (Vajra), Bánh xe khánh hỷ (Ananda-chakra), đinh ba (Trisula) tượng trưng ba ngôi báu.
- Pháp luân (Dharmachakra/Dhammacakka) là biểu tượng chỉ cho chân lý Đức Phật, hướng đến giác ngộ, giải thoát mọi khổ đau. Pháp luân được khắc họa là bánh xe tám căm. Việc Đức Phật bắt đầu hành đạo phổ độ chúng sinh gọi là chuyển Pháp luân (không nên nhầm với cuốn sách Chuyển Pháp luân của Pháp Luân Công). Bánh xe được chia thành 8 phần thể hiện cho Bát Chính Đạo gồm chánh kiến, chánh tư duy, chánh ngữ, chánh nghiệp, chánh mệnh, chánh tinh tấn, chánh niệm, chánh định.
- Chữ Vạn (Svástika/萬字) được sử dụng trang trí trên tường chùa, tranh vẽ, lá bồ đề và các sản phẩm mỹ thuật. Trong Phật giáo Đại thừa, chữ vạn là biểu tượng của thánh thiên và tâm linh, còn được dùng làm biểu tượng của như ý cát tường, may mắn, thường hằng, sung túc, thịnh vượng, phúc lợi và trường thọ.
- Xá lị hay xá-lợi (शरीर/sarira) là những hạt nhỏ có dạng viên tròn trông giống ngọc trai hay pha lê hình thành sau khi thi thể được hỏa táng hoặc thân cốt sau khi chết của các vị cao tăng Phật giáo. Trong kinh Đại Bát Niết Bàn thì xá-lị của Đức Phật còn được gọi là Dhātu. Xá-lị được lưu giữ với mục đích để tỏa ra phước lành hoặc ân sủng (Ddhiṣṭhāna). Xá lị cũng được tin có khả năng xua đuổi tà ác trong truyền thống Phật giáo Himalaya.
- Kim cương chử hay Chày kim cương (Vajra) trong Mật tông Tây Tạng, chày kim cương đơn và chày kim cương đôi (viśvavajra) là vật biểu tượng cho trí tuệ siêu việt không thể hủy diệt, trong Mật tông, chày kim cương khắc họa trong chuông tay, tượng trưng cho tính không (śūnyatā), với biểu tượng kim cương, Phật giáo Mật tông Tây Tạng còn được gọi là Kim cương thừa.
- Kiền trùy (Ghaṇṭā) là cái chuông nhỏ và là nhạc cụ quan trọng trong nghi lễ Phật giáo Tantra. Tiếng chuông được cho là mang lại điềm lành, xua đuổi tà ma khỏi nơi đang cử hành nghi lễ. Trong các nghi lễ Phật giáo, kiền trùy được dùng cùng cặp với kim cương chử, trong đó kiền trùy là biểu tượng của Trí huệ là yếu tố Nữ, kiền trùy là biểu tượng của sinh thực khí nữ còn kim cương chử (vajra) tượng trưng cho sinh thực khí nam[8]
- Chuông chùa và tiếng chuông chùa tượng trưng sự tỉnh thức, chánh niệm, không nhiễm đắm trần cảnh (buông bỏ), tiếng chuông chùa có âm tần thấp lan truyền nhẹ nhàng và đi vào lòng người một cách sâu lắng làm lay động lòng người. Các khóa lễ Phật giáo mà có nhiều loại chuông với tên gọi khác nhau gồm linh, khánh, chuông gia trì, chuông bát được sử dụng trong các khóa lễ và tán tụng và Đại hồng chung (chuông lớn) được gióng vào sớm khuya và chiều tối hoặc các lễ hội Phật giáo.
- Mõ chùa các loại mõ sử dụng trong chánh điện của chùa, trong các đạo tràng lớn, cần âm thanh đủ lớn để giữ nhịp cho đại chúng. Người gõ mõ trong buổi lễ gọi là duyệt chúng, nghĩa là làm cho đại chúng đẹp lòng, tụng niệm một cách hòa hợp, hoan hỉ.
- Chuỗi tràng hạt à một vật dụng trong việc tụng kinh Phật giáo gồm một vòng xâu hạt. Hạt có thể làm bằng hàng thảo mộc, bằng xương, bằng đá, gỗ. Trong Phật giáo, tràng hạt thường dùng để niệm Phật, tay lần chuỗi hạt để ghi nhớ mỗi một hạt là niệm một câu hiệu Phật đồng thời cũng là cách ghi nhớ số để không nhầm lẫn. Tràng hạt giúp Phật tử tĩnh tâm khi niệm Phật.
- Áo Cà-sa (Kasāya/袈裟), là một loại áo dài mặc ngoài của giới tăng lữ Phật giáo, được may bằng các mảnh vải ghép lại, có hình chữ nhật dài để quấn quanh người.
- Tám cát tường (Astamangala/T.Wyl. bkra shis rtags brgyad) là bộ tám biểu tượng may mắn trong Phật giáo Đại thừa, đặc biệt ở Phật giáo Tây Tạng, Nepal và Trung Quốc còn gọi là Cát tường bát bảo (吉祥八宝) được cộng đồng Phật giáo Đại thừa sử dụng trang trí trong điện Phật hoặc phòng khách của tư gia. Cát tường bát bửu gồm:
  - Hoa sen tượng trưng sự thanh tịnh, xuất ly hay giác ngộ.
  - Nút vô tận (luân viên cụ túc) còn gọi là Mạn-đà-la (Mạn Đà La) tượng trưng sự hòa hợp vô biên của trí tuệ và từ bi.
  - Cặp cá vàng bắt nguồn từ hình thức hai sông thiêng là sông Hằng và sông Yamuna của Ấn Độ, tượng trưng cho hạnh phúc và tự do.
  - Phướn chiến thắng hay Lá cờ Dhvaja tượng trưng sự chiến thắng của giáo pháp từ ý nghĩa “chiến thắng quân ma rà” (Mara), đạo Phật coi đây là lá cờ thể hiện cho sự chiến thắng của Phật pháp trước quỷ dữ và cám dỗ. Tại Tây Tạng, Dhvaja có cùng ý nghĩa như trên nhưng được dựng trên nóc của các tu viện dưới hình dạng trụ đồng.
  - Pháp luân tượng trưng chân lý (dharma), trí huệ
  - Bình báu tượng trưng báu vật và kho tàng vô tận, và bình an gọi là lộc bình hay mai bình.
  - Bảo cái hay Chattra (cái ô dù lọng tán) tượng trưng sự bảo vệ và sự trung thành với Đức Phật, bảo cái thể hiện cho sự che chở của bầu trời, cho sự che chở khỏi mọi quỷ dữ, cám dỗ. Chiếc lọng này cũng thể hiện cho hoàng gia, cho đẳng cấp cao có giá trị tinh thần to lớn. Hình tượng của Phật trong tranh vẽ cổ thường có người che lọng đi kèm.
  - Vỏ ốc xà cừ tượng trưng sự truyền bá chân lý của Đức Phật khắp nơi.
- Bánh xe thời gian (Kalachraka) hay kim cương thời luân, là biểu tượng về mười lực của Đức Phật, thời luân còn biểu tượng cho mười phương Phật trong Phật giáo Đại thừa.
- Hữu luân (Bhava-cakra/Bhavacakka) là vòng sinh tử, là bánh xe của sự tồn tại, chỉ cái luân chuyển của thế giới hiện hữu là cách nói và biểu tượng của người Tây Tạng chỉ Luân hồi (Saṃsāra). Thế giới của Hữu tình hiển hiện dưới sáu dạng (Lục đạo): Thiên giới, loài A Tu La, loài người là ba thiện giới nằm phía trên của bánh xe. Phía dưới của bánh xe là súc sinh, ngạ quỷ và địa ngục.
- Lá cờ Phật giáo thế giới (World Buddhist flag) được thiết kế vào năm 1885 tại Colombo, Tích Lan và được công bố vào ngày 28 tháng 4 năm 1885 nhân dịp đại lễ Vesak tại Dipaduttamarama, Kotahena.

### Tư thế
- Dấu chân Phật (Buddhapada) là biểu tượng Đức Phật trong Phật giáo nguyên thủy gồm dấu bàn chân Phật trên đá và dấu bàn chân Phật nhân tạo.
- Con mắt Phật còn gọi là mắt tuệ hay huệ nhãn thường được khắc họa tại tháp Swayambhunath và tháp Boudhanath tại Nepal. Theo Phật giáo Nepal thì huệ nhãn tượng trưng cho trí huệ (nhất thiết trí) của Đức Phật. Đang khi là điểm chấm giữa chân mày (urna) tượng trưng sự tỉnh thức còn được gọi là con mắt thứ ba của Phật (tam nhãn). Mắt Phật được sử dụng nhằm đánh thức tiềm năng giác ngộ có sẵn trong mỗi người.
- Bát thập chủng hảo hay tám mươi tướng tốt là tám mươi vẻ đẹp phụ trên thân của một vị Phật. Tương truyền các tướng tốt nầy cần phải tu hành một trăm đại kiếp mới đạt được. Trong số đó có các tướng tốt như Nhục khấu (Uṣṇīṣa) là khối u trên đỉnh đầu của Phật là một quý tướng của Phật, biểu tượng của người đã giác ngộ. Ngoài ra còn có dái tai dài, lông mi dài rủ xuống (trường mi)
- Thủ ấn hay các ấn tướng (Mudra) hay ấn Phật là các tư thế tay được sử dụng làm biểu tượng triết lý Phật giáo trong nghệ thuật tượng hình, có năm ấn tướng quan trọng trong nghệ thuật hình tượng Phật giáo, gồm: ba ấn tướng ngồi và hai ấn tướng đứng phổ quát nhất trong Phật giáo Nam truyền và Bắc truyền.
  - Ấn thiền định (Dhyana mudra): được khắc họa trong tư thế thiền tọa, lòng bàn tay phải đặt trên lòng bàn tay trái, đặt ở vị trí đan điền. Ấn tướng này là biểu tượng của tu tập thiền định, làm chủ thân thể, cảm giác, tri giác, tâm tư, nhận thức, nhằm kết thúc toàn bộ phiền não, chuyển thức thành trí, trở thành bậc giác ngộ.
  - Ấn xúc địa (Bhumisparsha mudra): được ghi nhận trong thời điểm Đức Phật giác ngộ tuyệt đối dưới cội bồ đề tại Bồ đề đạo tràng, ấn xúc địa còn được gọi là “ấn mắt chứng kiến”. Ấn tướng này được khắc họa trong tư thế thiền tọa, năm ngón tay phải tiếp xúc đùi phải, lòng tay trái ngửa lên, đặt ngang đan điền.
  - Ấn chuyển pháp luân (Dharmachakra mudra): được khắc họa trong tư thế thiền tọa, hai tay đặt trước ngực, ngón cái và ngón trỏ tạo thành vòng tròn, ba ngón còn lại song song hơi cong, hướng lên trên. Ấn tướng này tượng trưng cho Tứ diệu đế và sự lăn chuyển bánh xe chân lý của Đức Phật trong đời, nhằm khép lại khổ đau, mang lại an vui và hạnh phúc.
  - Ấn vô úy (Abhaya mudra): được khắc họa trong tư thế đứng, bàn tay trái ngửa ra trước, duỗi xuống đùi trái, trong khi, bàn tay phải ngửa lên trên, ngang với vị trí lỗ mũi. Ấn tướng vô úy tượng trưng cho niềm vui do thoát khỏi mọi lo lắng, căng thẳng, sợ hãi, bất an như kết quả của sự thực hành của bốn chân lý thánh.
  - Ấn bình an được khắc họa trong tư thế đứng, hai tay duỗi ra trước ngực, lòng bàn tay ngửa lên, tạo thành góc 900 với hai cánh tay, ấn này tượng trưng sự bình an và hòa bình ngoại tại. Mặt trước của tháp Đại giác ngộ tại Bồ đề đạo tràng có tượng Phật đứng với ấn tướng hòa bình. Tại Thái Lan và một số nước Nam truyền, ấn tướng này phổ biến.
  - Ấn thí nguyện là cho phép được toại nguyện, lòng tay mặt hướng về phía trước, bàn tay chỉ xuống. Nếu ở tượng Phật Thích Ca là đó biểu hiện gọi trời (xem ấn xúc địa) chứng minh Phật quả. Phật Bảo Sinh (Ratnasambhava) cũng hay được diễn tả với ấn quyết này. Trong một dạng khác, ngón trỏ và ngón cái chạm nhau thành vòng tròn.

### Công trình

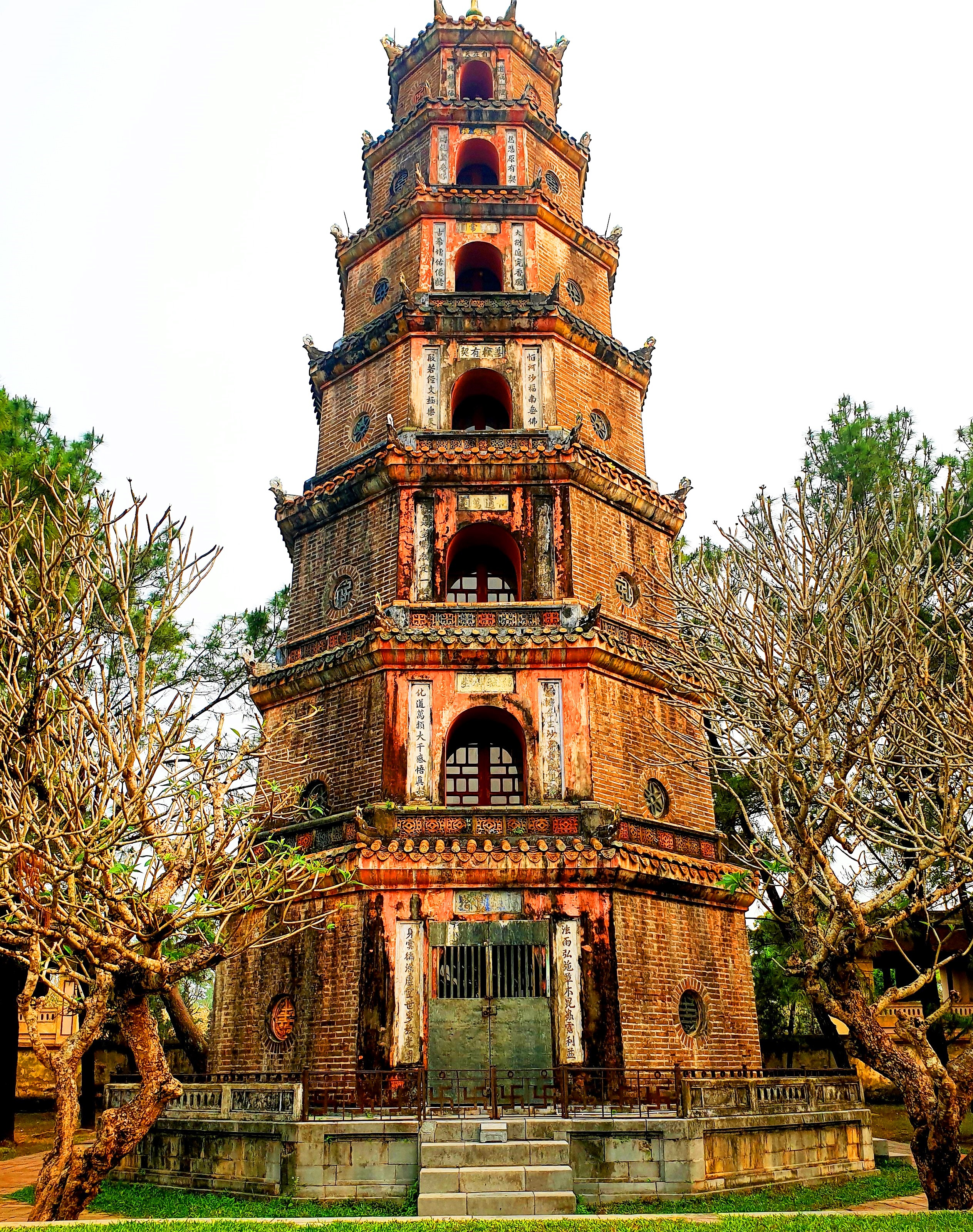
Bảo tháp của Chùa Thiên Mụ

- Tháp xá lợi hay phù đồ (Stupa) là kiến trúc dạng bán cầu, xung quanh có lan can, được trang trí bằng những hoạt cảnh về cuộc đời Đức Phật, trên đỉnh là hình tượng chiếc lọng. Ở các nước như Miến Điện, Thái Lan, Lào, Campuchia, phù đồ có dạng bán cầu và đỉnh nhọn. Tháp thường được thu nhỏ dần cho tới trên cùng, bên trong chứa xá lợi của Phật hoặc hài cốt của sư trụ trì chùa. Nhiều chùa có cả một vườn tháp một hay khu mộ tháp.
- Bảo tháp là biểu tượng kiến trúc của Phật giáo, thường được xây trong khuôn viên các thánh tích, chùa chiền, hình dáng về cơ bản là cao, nhỏ dần về đỉnh. Tháp là nơi các đệ tử dựng kỷ niệm ở những địa điểm quan trọng trong cuộc đời đức Phật như: Tứ Động Tâm nơi, sau này bảo tháp có thể an trí cả kinh điển bên trong hoặc là đối tượng để thờ cúng, thiền định nêu biểu các biểu tượng giáo lý của Phật giáo[9].
- Chùa chiền gọi chung như chùa, tự, già lam, tịnh thất, tịnh viện, tịnh xá là các cơ sở thờ, tự tu tập của Phật giáo.

### Cây cối
- Hoa sen (Padma - 蓮花-Liên hoa) tượng trưng cho sự thanh tịnh, thanh khiết của thân thể, lời nói và tâm thức như cách hoa sen từ bùn nhơ, vươn lên khỏi mặt nước, tỏa hương sắc, đầy đủ gương, nhụy, cánh, hạt. Hình tượng phổ biến là các vị Phật, Bồ tát thường ngự (đứng, ngồi) trên một tòa sen hay đài sen.
- Cội Bồ-đề (loài Bồ-đề vốn là thực vật có tên khoa học là Ficus religiosa) vừa là biểu tượng Đức Phật, vừa là biểu tượng về sự giác ngộ của Đức Phật tại Bồ đề Đạo tràng (Bodh Gaya) khi Đức Phật chứng ra chân lý sau khi tọa thiền ở cội bồ đề. Lá bồ đề (lá đề) cũng trở thành biểu tượng giác ngộ của đạo Phật. Trong lịch sử Phật giáo Ấn Độ, cây bồ đề Ananda (Ananda bodhi) tại chùa Kỳ Viên (Jetavana) ở Xá-vệ được xem là cây bồ đề chiết nhánh đầu tiên từ cây bồ đề gốc trong thời Đức Phật.
- Hoa Ưu Đàm (Uḍumbara) là một loài hoa hiếm hoi và mang lại điềm lành. Hoa Ưu Đàm được nhắc đến trong kinh Pháp Hoa còn gọi là Diệu Pháp Liên Hoa kinh (Saddharma Puṇḍarīka Sūtra).

### Linh vật
- Voi trong Phật giáo là một biểu tượng của sức mạnh tâm thức. Voi gắn liền với Phật giáo, tương truyền khi hạ sinh Đức Phật thì hoàng hậu Maya đã nằm mơi thấy con voi trắng sáu ngà, sau này khi Phật hành đạo thì có con voi dâng đồ lễ lên. Voi cũng xuất hiện như một kẻ canh gác các ngôi đền và cả bảo vệ Đức Phật. Voi là vật cưỡi của Phổ Hiền bồ tát, Voi là phương tiện đi lại của A Súc Bệ Phật (Aksobhya) và nữ thần Balabadra. Trong nghi lễ cúng mandala, người ta dâng lên Đức Phật con voi quý.
- Sư tử là biểu tượng của Phật và chư Bồ tát là linh vật hộ Pháp, tiếng giáo pháp của Đức Phật được gọi là Sư tử hống (Shimhala). Sư tử là vật cưỡi của Văn Thù Sư lợi. Sư tử cũng được nhìn thấy ở nơi lối vào của các chùa chiền. Ở những khu vực miền Bắc Nepal, do ảnh hưởng nghệ thuật và Phật giáo Tây Tạng những con sư tử đã trở thành những “sư tử tuyết”.
- Ngựa là biểu tượng của sự nỗ lực trong việc thực hành pháp, tượng trưng cho khí (prana), là phương tiện di chuyển của tâm, Phong mã (ngựa gió) là biểu tượng của tâm. Có một vài câu chuyện về Bồ-tát Lokesvara hóa thành hình thù một con ngựa để cứu giúp chúng sanh. Trong nghệ thuật tranh tượng Phật giáo, ngựa nâng đỡ tòa ngồi của Bảo Sinh Phật (Ratnasambhava). Trong Phật giáo nổi tiếng là con ngựa Kiền Trắc và Bạch Long Mã trong Tây Du Ký.
- Hình tượng con nai đi cặp đôi được thể hiện cho bài giảng đầu tiên của Phật (Kinh Chuyển Pháp Luân) tại Vườn Lộc uyển cho năm anh em Kiều Trần Như. Đây là bài kinh đầu tiên của Phật thể hiện con đường Trung Đạo.
- Vua rắn Naga là sự tích này kể về “Bảy ngày tu đầu tiên của Đức Phật”, khi đang đang tọa thiền dưới cội Bồ Đề bị mắc một cơn mưa trái mùa lớn thì một vị vua rắn Naga lcuộn mình thành bảy vòng tròn, nâng Đức Phật lên khỏi dòng nước đang chảy xiết và dùng bảy chiếc đầu của mình làm thành một chiếc táng che cho Đức Phật. Do vậy hình tượng rắn Naga là hình tượng cực kỳ phổ biến trong văn hóa Khmer và Phật giáo Nam tông.
- Trong Phật giáo, con công tượng trưng cho trí tuệ, chúng là phương tiện đi lại của Phật A Di Đà, người thể hiện chuyển đổi tham muốn và chấp thủ thành trí tuệ.
- Trong Phật giáo, chim ưng hay Garuda liên quan đến bố thí ba-la-mật (dana paramita), giống như những tia nắng mặt trời ban tặng sự sống cho trái đất, nó là vật cỡi của Bất Không Thành Tựu Như Lai (Amoghasiddhi) là Đức Phật biểu trưng cho trí tuệ viên mãn.